# Actinella anaglyptica
Actinella anaglyptica is een slakkensoort uit de familie van de Hygromiidae. De wetenschappelijke naam van de soort is voor het eerst geldig gepubliceerd in 1852 door Reeve.